# クィントゥス・ファビウス・マクシムス・アエミリアヌス
クィントゥス・ファビウス・マクシムス・アエミリアヌス（ラテン語: Quintus Fabius Maximus Aemilianus, 生没年不詳、紀元前2世紀）は、共和政ローマの政治家、軍人。実父はルキウス・アエミリウス・パウルス・マケドニクスであったが、ファビウス氏族の養子に入った。

## 生涯
紀元前168年、実父マケドニクスのピュドナの戦いでの勝利を、クィントゥス・カエキリウス・メテッルス・マケドニクスらと共にローマ市へ報告した。翌年、マケドニクスの命で、トリブヌス・ミリトゥムのプブリウス・コルネリウス・スキピオ・ナシカ・コルクルムと共に、ペルセウス (マケドニア王)を支援していたイリュリア攻撃に派遣された。
紀元前154年、前年失敗したプルシアス2世 (ビテュニア王)とアッタロス2世との調停のため、ルキウス・アニキウス・ガッルス、ガイウス・ファンニウス・ストラボらと共に派遣された。プルシアスに強圧的な態度で接し、彼は要求を拒否したため、使節団はプルシアスを切り捨てることを決めるとアッタロスに合流し、その後一部はローマへ帰った。
紀元前149年にはプラエトルとしてシキリアを担当した。当時ローマはカルタゴの降伏条件として300名の人質を送るよう要求しており、リリバエウムを経由した人質をローマ市まで護送する役を担った。
紀元前145年、コンスルに選出された。同僚はルキウス・ホスティリウス・マンキヌスであった。そしてプロコンスルとしてヒスパニアでルシタニア人討伐を行う（ルシタニア戦争）が、首領ウィリアトゥスを捕らえる事はできなかった。戦いはそれから10年間続き、実の兄弟であるスキピオ・アエミリアヌス（小スキピオ）がヌマンティアを鎮圧するまで続いた。

## 係累
アエミリアヌスは小スキピオと共に後のギリシア人歴史家ポリュビオスの庇護者であった。
- 実父：ルキウス・アエミリウス・パウルス・マケドニクス
  - クィントゥス・ファビウス・マクシムス・アエミリアヌス
  - 兄弟：スキピオ・アエミリアヌス（小スキピオ）- スキピオ家に養子入り。
- 養父：クィントゥス・ファビウス・マクシムス - おそらくはウェッルコスス・クンクタートルのひ孫か